# Poienarii Burchii
Poienarii Burchii is een Roemeense gemeente in het district Prahova.
Poienarii Burchii telt 5431 inwoners.